# Pierre Couplée
La Pierre Couplée est un dolmen situé à La Ferté-Frênel, commune déléguée de la commune nouvelle de La Ferté-en-Ouche, dans le département français de l'Orne.

## Historique
L'édifice fait l’objet d’un classement au titre des monuments historiques depuis le 14 avril 1944.

## Description
Le dolmen comporte une table de couverture, en grès, très inclinée vers le sud, qui mesure 3,50 m de long sur 3 m de large. Elle ne repose plus que sur trois piliers, un quatrième fut enlevé en 1825 lors d'une fouille.